# گرکرود
گرکرود، روستایی از توابع بخش رانکوه شهرستان املش در استان گیلان ایران است.

## جمعیت
این روستا در دهستان شبخوس‌لات (و از روستاه‌های شهر رانکوه می‌باشد) قرار دارد و براساس سرشماری مرکز آمار ایران در سال۱۳۹۰، جمعیت آن ۳۰۰۰ نفر (۶۰۰خانوار) بوده‌است.